# Промивання свердловин

Промивка свердловин (промивання свердловин) (рос. промывка скважин, англ. flushing, flushing [washing] out of a well, irrigation of a drill hole; нім. Bohrlochspülung f) – циркуляція (безперервна або періодична) промивального агента (газу, піни, води, бурового розчину) при бурінні з метою очистити вибій від вибуреної породи (шламу) і транспортувати її на поверхню або до шламозбірника, передавати енергію вибійним двигунам, охолоджувати і змащувати породоруйнівний інструмент.

## Історія
У 1846 р. французький інженер Фовель запропонував спосіб безперервного очищування свердловин – їх промивання. Суть методу полягала в тому, що з поверхні землі по трубах в свердловину насосами закачувалася вода, яка виносила шматочки породи наверх. Цей метод дуже швидко отримав визнання, тому що не вимагав зупинки буріння.

## Загальна характеристика
При роторному бурінні в м’яких і середніх породах за рахунок дії промивального агента (при швидкості рідини 200–250 м/с) досягається також гідромоніторне руйнування порід на вибої. Розрізняють загальну пряму, загальну зворотну, привибій-ну (місцеву) і комбіновану схеми циркуляції. 
При загальній п р я м і й циркуляції буровий розчин подається насосами через гнучкий шланг, вертлюг і трубу в бурильну колону; потім він проходить через гідравлічний двигун і насадки долота, очищає вибій і транспортує шлам вгору по кільце-вому каналу між бурильною колоною і стінкою свердловини (або обсадної труби). На поверхні буровий розчин надходить у систему очищення, де послідовно проходить через жолоби, вібросита, відстійники, насоси, гідроциклони і центрифуги.
Загальна з в о р о т н а циркуляція застосовується в тих випадках, коли очищення вибою і транспортування шламу не-можливі через недостатню потужність насосів, збільшений діаметр свердловини, а також при бурінні шахтних стовбурів. При загальній зворотній циркуляції промивальний агент надходить у вибій по кільцевому простору між стінкою свердловини (обсадної колони) і бурильними трубами, збагачений шламом повертається по бурильних трубах на поверхню до очисних пристроїв і насоса. Високі швидкості висхідного потоку забезпечують гідротранспорт керна і винесення важкого шламу. 
При наявності в геол. розрізі сильно поглинаючих пластів використовується п р и в и б і й н а (місцева) циркуляція.
Циркуляція бурового розчину здійснюється за допомогою зануреного насоса, вибурена порода скупчується в шламовловлювачах, включених в компонування бурильної колони. 

## Окремі різновиди промивання свердловин

### Промивання зворотне
Промивання свердловини зворотне – промивання свердловини, яке передбачає запомповування рідини в кільцевий простір між насосно-компресорними трубами (НКТ) i експлуатаційною колоною, а піднімання рідини разом з піском через НКТ. Це дає змогу досягнути вищих швидкостей висхідного потоку рідини для успішного винесення піску і зменшення часу винесення піщаної пробки.